# 大場區
大場区是中华人民共和国上海市歷史上的一個市轄區。目前大場区是宝山区的一部分。大場区东起纪念路（今共和新路）、岭南路、俞泾浦、北宝兴路，南至中山北路、沪宁铁路，西至杨泾、花园河，北至薀藻浜。大場区的名字來自大场镇。

## 歴史
上海特別市成立後，南京國民政府打算將原本隸屬於江蘇省寶山縣的一塊區域劃給上海特別市並成立大場區，但由於江蘇省不願意而作罷。1945年正式設置大場区。1946年，区境南部部分土地划归真如区。1956年，大場区與江灣區以及吴淞区併入北郊區。原大場区的延长路、新村路以南地境划归歸普陀区。